# Cremolobus
Cremolobus é um género botânico pertencente à família Brassicaceae.